# Liste des cours d'eau de l'Aveyron
Pour un article plus général, voir Géographie de l'Aveyron.

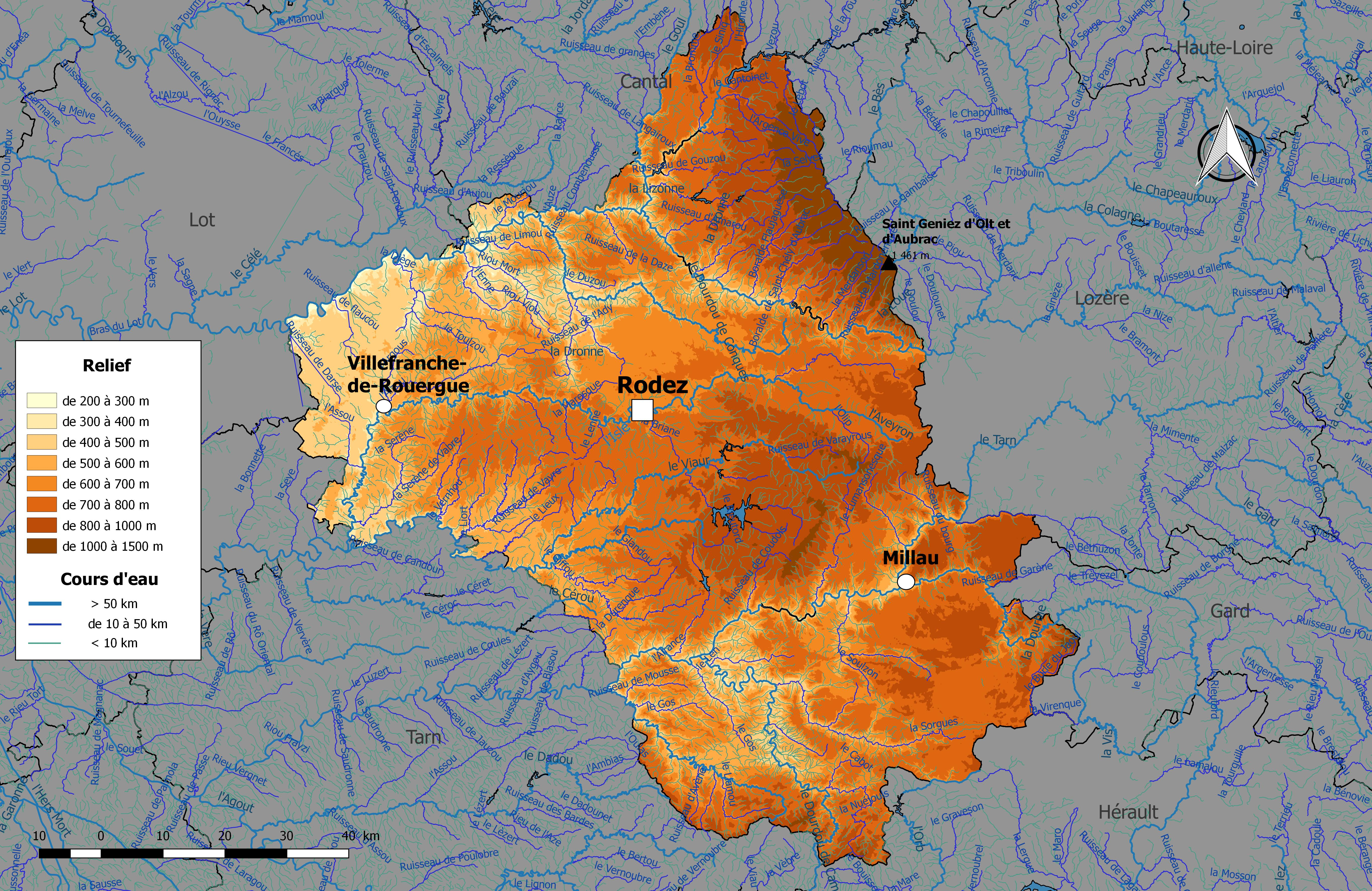
Carte du réseau hydrographique du département de l'Aveyron, avec représentation du relief.

La liste des cours d'eau de l'Aveyron présente les principaux cours d'eau, de longueur supérieure à 10 km, traversant pour tout ou partie le territoire du département français de l'Aveyron, en région Occitanie.
Les cours d'eau sont ordonnés selon leur origine naturelle (fleuve, rivières ou ruisseaux) ou artificielle (canaux). Pour chacun d'entre eux sont précisés : sa classe, sa longueur totale, le cours d'eau dans lequel il se jette (confluence), le bassin collecteur auquel il appartient, le nombre de départements et de communes traversés et le nom des communes qu'il irrigue dans le département de l'Aveyron.

## Réseau hydrographique de l'Aveyron

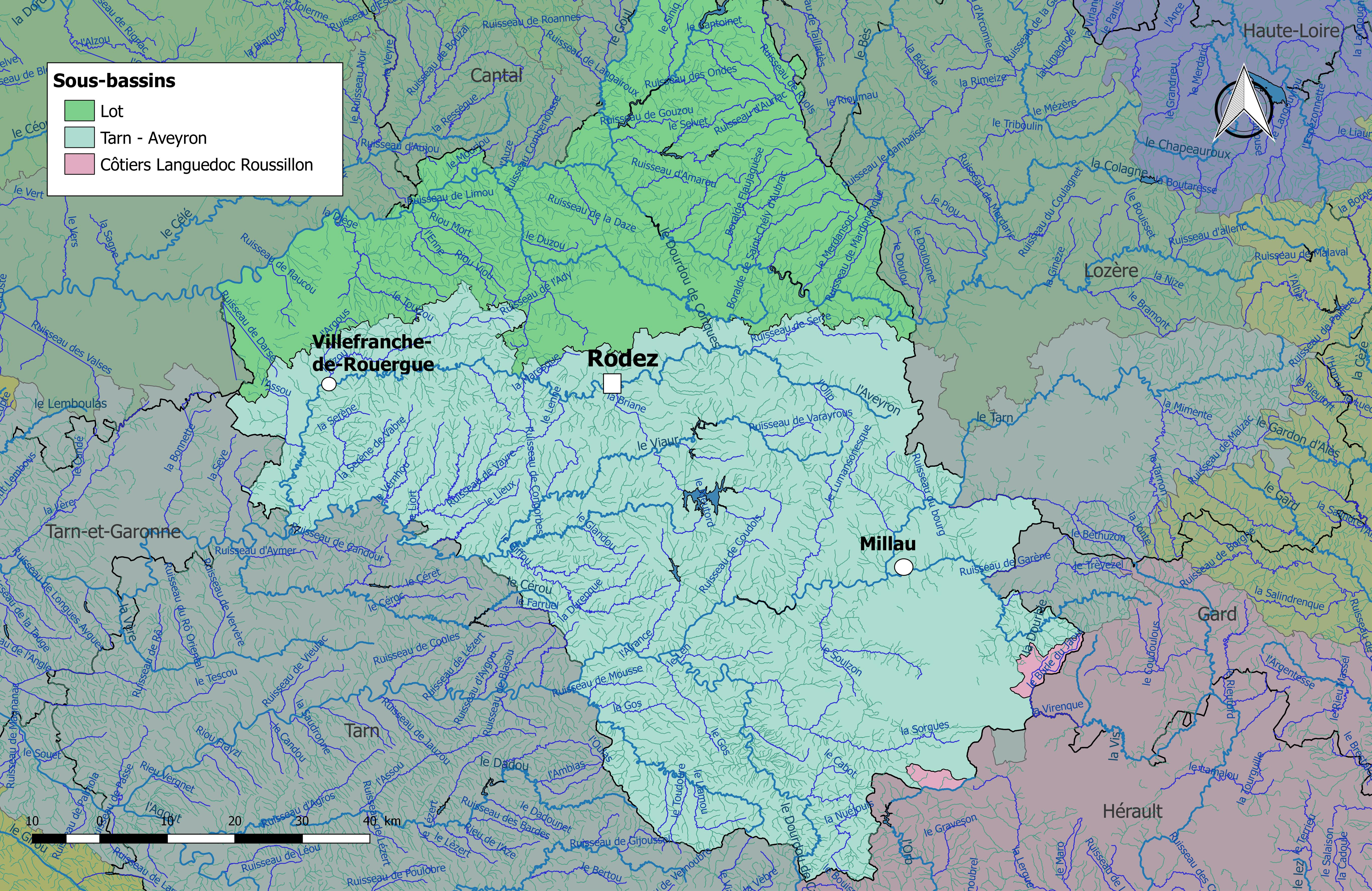
Carte des sous-bassins hydrographiques.

Le réseau hydrographique de l'Aveyron est constitué d'environ 7 000 km de cours d'eau. Il est dans sa quasi-totalité situé dans le bassin Adour-Garonne, se décomposant en deux sous-bassins administratifs : le bassin du Lot et le bassin Tarn-Aveyron (regroupant les bassins du Tarn et de l'Aveyron). Seule une frange sud-est se déverse vers le sud et appartient au bassin « Côtiers du Languedoc-Roussillon », sous-bassin du bassin Rhône-Méditerranée.

### Bassin du Lot
Le bassin du Lot couvre un territoire de 12 000 km2 et s'étend du Massif central jusqu'au cœur du Bassin aquitain. Le Lot entre dans le département de l'Aveyron au niveau de la commune de Saint-Laurent-d'Olt, puis s'engage dans des gorges jusqu'à Pomayrols, traverse ensuite la plaine alluviale de Saint-Geniez-d'Olt à Sainte-Eulalie-d'Olt, et aboutit dans la retenue de Castelnau-Lassouts. Il s'élargit en aval jusque vers Estaing, au sein de l'Aubrac et reçoit, en rive droite, une dizaine de rivières parallèles les unes aux autres : les Boraldes de l'Aubrac. Au-delà d'Estaing, le Lot, retenu au barrage de Golinhac, progresse dans un fond de vallée bien encaissé jusqu'à Entraygues-sur-Truyère, où il reçoit la Truyère en rive droite, à l'altitude de 228 mètres. Les pentes se font ensuite nettement plus faibles. Dans ce secteur, le Lot reçoit le Dourdou en rive gauche. Plus en aval, le Lot s'élargit et est totalement artificialisé par de nombreux barrages aujourd'hui utilisés pour la production d'électricité. Côté Aveyron, deux cours d'eau se jettent dans le Lot en rive gauche : le Riou mort et la Diège.

### Bassin du Tarn
Le bassin du Tarn couvre un territoire de 6 500 km2, au sein du bassin Tarn-Aveyron qui s'étend sur 15 500 km2. Le Tarn prend sa source sur le mont Lozère. Véritable torrent au cours étroit et à forte pente dans la partie amont de son cours, la vallée s'élargit et permet le développement d'un lit important où se sont installés les cultures, prairies et villages. À l'aval de sa confluence avec le Tarnon, affluent en rive gauche dans le département de la Lozère, le Tarn coule dans une vallée étroite, formant de véritables gorges qui s'encaissent parfois d'une hauteur de plus de 400 m. En aval de la confluence avec la Dourbie, aux abords de Millau, le Tarn sort des causses et des gorges. Dans le département de l'Aveyron, les principaux affluents du Tarn sont : le Lumansonesque, la Dourbie, le Cernon, la Muze, le Dourdou de Camarès et le Rance.

### Bassin de l'Aveyron
Le bassin de l'Aveyron couvre un territoire de 5 300 km2 et est irrigué par deux cours d'eau principaux : l'Aveyron et le Viaur. L'Aveyron prend sa source à 730 mètres d'altitude dans le Causse de Sévérac et conflue avec le Tarn aux environs de Villemade (en Tarn-et-Garonne) à 65 m d'altitude après un parcours de 290 kilomètres dont 183 dans le département de l'Aveyron. En amont de Rodez, le haut bassin sédimentaire s'inscrit en lisière des Grands Causses. Localement, dans la partie sud du bassin, le relief s'élève pour former les contreforts du Lévézou. En aval de Rodez, le bassin s'intègre principalement dans les terrains métamorphiques du Ségala, avec une incursion sédimentaire du Quercy de Villefranche-de-Rouergue à Monteils, en rive droite de l'Aveyron. L'Alzou et la Serène représentent les principaux affluents de l'Aveyron, respectivement en rive droite à Villefranche-de-Rouergue et en rive gauche en aval des gorges de Najac.
Le Viaur est un affluent rive gauche de l'Aveyron. Il prend sa source sur la commune de Vézins-de-Lévézou, à une altitude de 1 090 mètres, et serpente d'est en ouest, à travers le Lévézou et le Ségala. Après un parcours de 163 kilomètres, il conflue avec l'Aveyron au niveau de Saint-Martin-Laguépie (dans le Tarn) et Laguépie à une altitude de 150 mètres. Les principaux affluents du Viaur sont le Vioulou, le Giffou (et son affluent le Céor), le Lézert et le Jaoul sur le Ségala.

### Bassin Côtiers du Languedoc-Roussillon
L’Orb est un fleuve côtier méditerranéen qui prend sa source dans la commune de Cornus, dans l'Aveyron, puis s'écoule vers le sud-ouest et constitue la limite communale sud des communes de Cornus et du Clapier, dans l'Aveyron, avant d'irriguer le département de l'Hérault. La partie amont de la Virenque et son affluent la Burle du Jaoul font également partie du bassin « Côtiers du Languedoc-Roussillon ».

## Cours d'eau naturels

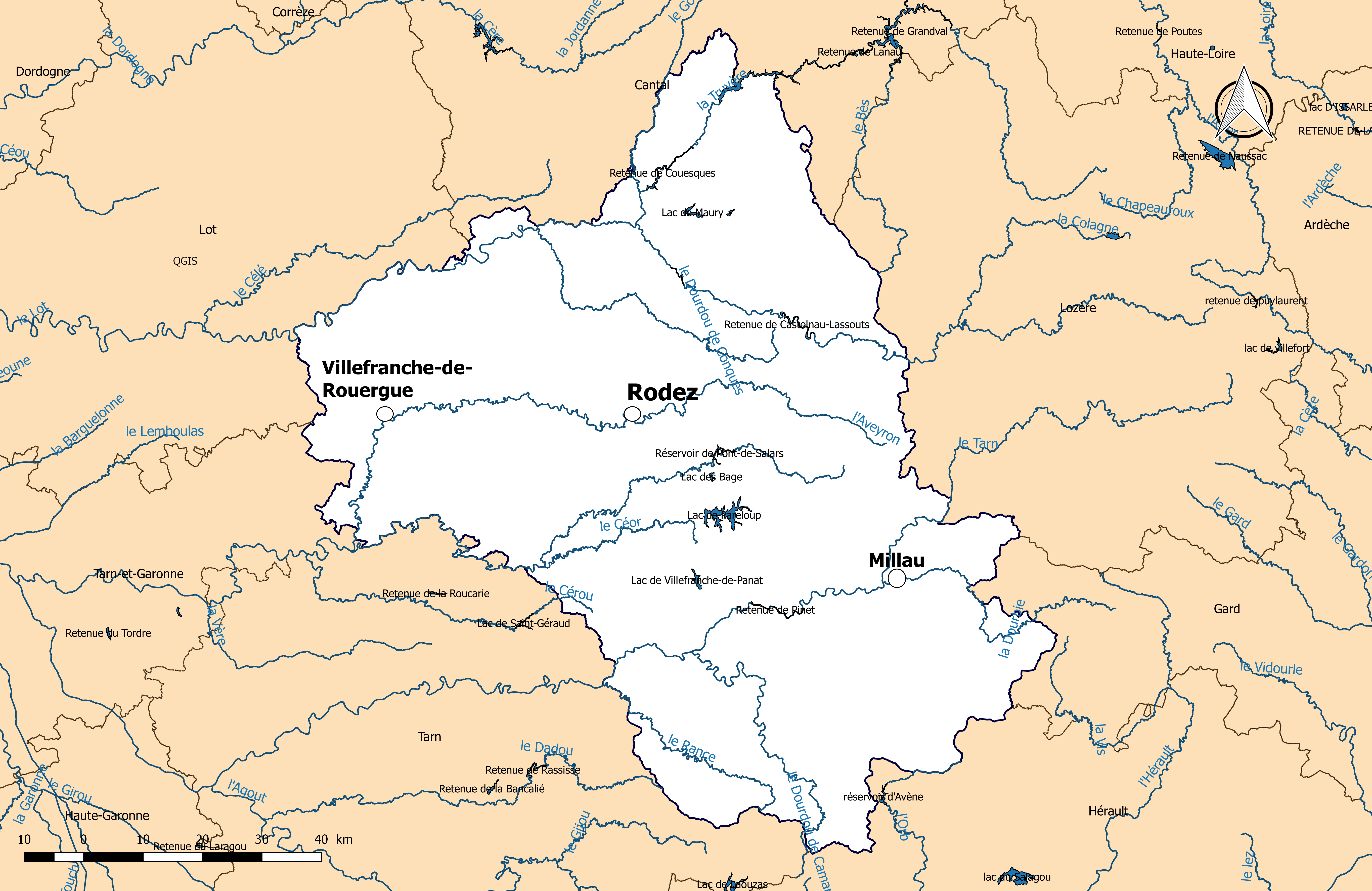
Carte des cours d'eau de plus de 50 km et des principales retenues. Quatre cours d'eau, coulant d'est en ouest forment les artères hydrographiques du département : le Lot, l'Aveyron et son affluent le Viaur, et le Tarn.

### Définition
Jusqu'en 2016, aucun texte législatif ne définissait la notion de cours d’eau. Ce n'est qu'avec la loi du 8 août 2016 pour la reconquête de la biodiversité, de la nature et des paysages que cette lacune est comblée. L'article 118 de cette loi insère un nouvel article L. 215-7-1 dans le code de l'environnement précisant que « constitue un cours d'eau un écoulement d'eaux courantes dans un lit naturel à l'origine, alimenté par une source et présentant un débit suffisant la majeure partie de l'année. L'écoulement peut ne pas être permanent compte tenu des conditions hydrologiques et géologiques locales. ». Ainsi les deux principaux critères retenus sont :
- la présence et la permanence d’un lit naturel à l’origine, ce qui distingue les cours d’eau (artificialisés ou non) des fossés et canaux creusés par la main de l’homme ;
- la permanence d’un débit suffisant une majeure partie de l’année, critère qui doit être évalué en fonction des conditions climatiques et hydrologiques locales.

### Cours d'eau permanents de longueur supérieure ou égale à10km
La base de données Carthage est le référentiel du réseau hydrographique français. Cette base est réalisée à partir de la couche hydrographie de la base de données Carto enrichie par le ministère chargé de l'environnement et les agences de l'eau avec le découpage du territoire en zones hydrographiques d'une part et la codification de ces zones et du réseau hydrographique d'autre part. De cette base, il ressort que le réseau hydrographique de l'Aveyron comprend 116 cours d'eau permanents de longueur supérieure ou égale à 10 km et dont le cours est en partie ou en totalité dans le département de l'Aveyron.
Le référentiel national hiérarchise le réseau en sept classes selon l'importance décroissante des cours d'eau. Le tableau ci-après regroupe tous les cours d'eau irriguant le département pour tout ou partie et appartenant à l'une des classes 1 à 4. Pour chacune de ces classes, les caractéristiques des cours d'eau sont les suivantes :
- 1 : longueur supérieure à 100 km ou tout cours d’eau se jetant dans une embouchure logique[Note 1] et d'une longueur supérieure à 25 km ;
- 2 : longueur comprise entre 50 et 100 km ou tout cours d’eau se jetant dans une embouchure logique et d’une longueur supérieure à 10 km ;
- 3 : longueur comprise entre 25 et 50 km ;
- 4 : longueur comprise entre 10 et 25 km.

| Nom du cours d'eau              | Classe | Longueur totale en km | Confluence            | Bassin collecteur | Départements irrigués  | Communes irriguées | Communes irriguées | Communes irriguées |
| Nom du cours d'eau              | Classe | Longueur totale en km | Confluence            | Bassin collecteur | Départements irrigués  | Nb. total          | Nb. dans le dép.   | Communes du département |
| ------------------------------- | ------ | --------------------- | --------------------- | ----------------- | ---------------------- | ------------------ | ------------------ | --- |
| Ady                             | 4      | 14,2                  | le Créneau            | la Garonne        | 1 (12)                 | 4                  | 4                  | Clairvaux-d'Aveyron, Marcillac-Vallon, Saint-Christophe-Vallon, Valady. |
| Alrance                         | 3      | 26                    | le Tarn               | la Garonne        | 1 (12)                 | 5                  | 5                  | Alrance, Broquiès, Brousse-le-Château, Lestrade-et-Thouels, Villefranche-de-Panat. |
| Alzou                           | 3      | 43,9                  | l'Aveyron             | la Garonne        | 1 (12)                 | 11                 | 11                 | Anglars-Saint-Félix, Bournazel, Brandonnet, Compolibat, Goutrens, Lanuéjouls, Maleville, Privezac, Rignac, Roussennac, Villefranche-de-Rouergue. |
| Ruisseau d'Amarou               | 4      | 12                    | le Lot                | la Garonne        | 1 (12)                 | 3                  | 3                  | Florentin-la-Capelle, Montpeyroux, Le Nayrac. |
| Ambiasselle                     | 4      | 13,4                  | l'Ambias              | la Garonne        | 2 (12, 81)             | 3                  | 1                  | Montfranc. |
| Argence Morte                   | 4      | 13,8                  | l'Argence Vive        | la Garonne        | 1 (12)                 | 1                  | 1                  | Argences en Aubrac. |
| Argence Vive                    | 4      | 23,9                  | la Truyère            | la Garonne        | 1 (12)                 | 2                  | 2                  | Argences en Aubrac, Laguiole. |
| Argous                          | 4      | 12,3                  | l'Alzou               | la Garonne        | 1 (12)                 | 4                  | 4                  | Saint-Igest, Saint-Rémy, Villefranche-de-Rouergue, Villeneuve. |
| Assou                           | 4      | 14                    | l'Aveyron             | la Garonne        | 2 (12, 82)             | 6                  | 5                  | Martiel, Monteils, La Rouquette, Savignac, Vailhourles. |
| Ruisseau d'Audiernes            | 4      | 18,4                  | la Diège              | la Garonne        | 1 (12)                 | 6                  | 6                  | Galgan, Lugan, Montbazens, Naussac, Peyrusse-le-Roc, Sonnac. |
| Ruisseau d'Aujou                | 4      | 10,3                  | le Célé               | la Garonne        | 3 (12, 15, 46)         | 5                  | 1                  | Saint-Santin. |
| Ruisseau d'Avène                | 4      | 10,9                  | le Rance              | la Garonne        | 1 (12)                 | 2                  | 2                  | Combret, Saint-Sever-du-Moustier. |
| Aveyron                         | 1      | 290,6                 | le Tarn               | la Garonne        | 3 (12, 81, 82)         | 62                 | 37                 | Agen-d'Aveyron, Le Bas Ségala, Belcastel, Bertholène, Brandonnet, Sévérac d'Aveyron, Baraqueville, Clairvaux-d'Aveyron, Colombiès, Compolibat, Druelle, La Fouillade, Gaillac-d'Aveyron, Laissac-Sévérac l'Église, Sévérac d'Aveyron, La Loubière, Maleville, Mayran, Le Monastère, Monteils, Montrozier, Morlhon-le-Haut, Moyrazès, Najac, Olemps, Onet-le-Château, Palmas d'Aveyron, Prévinquières, Sévérac d'Aveyron, Rignac, Rodez, La Rouquette, Saint-André-de-Najac, Sainte-Radegonde, Sanvensa, Sévérac d'Aveyron, Villefranche-de-Rouergue.                       |
| Ruisseau de Bage                | 4      | 12,2                  | le Viaur              | la Garonne        | 1 (12)                 | 3                  | 3                  | Canet-de-Salars, Pont-de-Salars, Prades-Salars. |
| Baye                            | 4      | 15                    | l'Aveyron             | la Garonne        | 2 (12, 82)             | 6                  | 1                  | Najac. |
| Ruisseau de la Bindouyre        | 4      | 11,1                  | le Dourdou de Conques | la Garonne        | 1 (12)                 | 3                  | 3                  | Escandolières, Nauviale, Saint-Christophe-Vallon. |
| Boralde de Condom               | 4      | 17,2                  | Boralde Flaujaguèse   | la Garonne        | 1 (12)                 | 2                  | 2                  | Condom-d'Aubrac, Saint-Chély-d'Aubrac. |
| Boralde Flaujaguèse             | 3      | 29,3                  | le Lot                | la Garonne        | 1 (12)                 | 6                  | 6                  | Le Cayrol, Condom-d'Aubrac, Curières, Espalion, Montpeyroux, Saint-Côme-d'Olt. |
| Boralde de Saint-Chély-d'Aubrac | 3      | 25,2                  | le Lot                | la Garonne        | 1 (12)                 | 5                  | 5                  | Castelnau-de-Mandailles, Condom-d'Aubrac, Prades-d'Aubrac, Saint-Chély-d'Aubrac, Saint-Côme-d'Olt. |
| Ruisseau du Bourg               | 4      | 11,6                  | le Tarn               | la Garonne        | 1 (12)                 | 3                  | 3                  | Rivière-sur-Tarn, Sévérac d'Aveyron, Verrières. |
| Boutescure                      | 4      | 15,3                  | le Cérou              | la Garonne        | 2 (12, 81)             | 5                  | 1                  | Saint-Jean-Delnous. |
| Brezons                         | 3      | 28,5                  | la Truyère            | la Garonne        | 2 (12, 15)             | 5                  | 1                  | Thérondels. |
| Briane                          | 4      | 11,7                  | l'Aveyron             | la Garonne        | 1 (12)                 | 3                  | 3                  | Flavin, Le Monastère, Sainte-Radegonde. |
| Bromme                          | 3      | 30,3                  | la Truyère            | la Garonne        | 2 (12, 15)             | 6                  | 5                  | Brommat, Lacroix-Barrez, Mur-de-Barrez, Saint-Symphorien-de-Thénières, Taussac. |
| Burle du Jaoul                  | 4      | 10,3                  | la Virenque           | l'Hérault         | 1 (12)                 | 2                  | 2                  | Saint-Jean-du-Bruel, Sauclières. |
| Cabot                           | 4      | 10,3                  | la Nuéjouls           | la Garonne        | 1 (12)                 | 4                  | 4                  | Fayet, Montagnol, Saint-Félix-de-Sorgues, Sylvanès. |
| Ruisseau de Candour             | 4      | 19,1                  | le Viaur              | la Garonne        | 2 (12, 81)             | 9                  | 1                  | Saint-André-de-Najac. |
| Cantoinet                       | 4      | 11,4                  | la Truyère            | la Garonne        | 1 (12)                 | 3                  | 3                  | Brommat, Cantoin, Argences en Aubrac. |
| Céor                            | 2      | 55,8                  | le Viaur              | la Garonne        | 1 (12)                 | 8                  | 8                  | Arvieu, Cassagnes-Bégonhès, Centrès, Meljac, Rullac-Saint-Cirq, Saint-Just-sur-Viaur, Salles-Curan, Salmiech. |
| Cernon                          | 3      | 30,4                  | le Tarn               | la Garonne        | 1 (12)                 | 5                  | 5                  | La Bastide-Pradines, Lapanouse-de-Cernon, Sainte-Eulalie-de-Cernon, Saint-Georges-de-Luzençon, Saint-Rome-de-Cernon. |
| Cérou                           | 2      | 87,1                  | l'Aveyron             | la Garonne        | 2 (12, 81)             | 23                 | 2                  | Lédergues, Saint-Jean-Delnous. |
| Cône                            | 4      | 22                    | Le Giffou             | la Garonne        | 1 (12)                 | 5                  | 5                  | Auriac-Lagast, Durenque, Rullac-Saint-Cirq, Saint-Just-sur-Viaur, La Selve. |
| Ruisseau de Congorbes           | 4      | 11,3                  | le Viaur              | la Garonne        | 1 (12)                 | 5                  | 5                  | Camboulazet, Camjac, Baraqueville, Centrès, Quins. |
| Ruisseau de Connes              | 4      | 11,7                  | le Vioulou            | la Garonne        | 1 (12)                 | 2                  | 2                  | Salles-Curan, Curan. |
| Ruisseau de Coubisou            | 4      | 10,4                  | le Lot                | la Garonne        | 1 (12)                 | 2                  | 2                  | Le Cayrol, Coubisou. |
| Ruisseau de Coudols             | 4      | 17                    | le Tarn               | la Garonne        | 1 (12)                 | 4                  | 4                  | Ayssènes, Castelnau-Pégayrols, Salles-Curan, Viala-du-Tarn. |
| Coussane                        | 4      | 23,1                  | le Lot                | la Garonne        | 1 (12)                 | 3                  | 3                  | Coubisou, Estaing, Montpeyroux. |
| Créneau                         | 4      | 18,4                  | le Dourdou de Conques | la Garonne        | 1 (12)                 | 3                  | 3                  | Marcillac-Vallon, Nauviale, Salles-la-Source. |
| Ruisseau de Darse               | 4      | 14,1                  | Ruisseau de Lantouy   | la Garonne        | 1 (12)                 | 3                  | 3                  | Martiel, Salvagnac-Cajarc, Savignac. |
| Ruisseau de la Daze             | 4      | 13,3                  | le Lot                | la Garonne        | 1 (12)                 | 7                  | 7                  | Campuac, Le Fel, Espeyrac, Golinhac, Saint-Félix-de-Lunel, Sénergues, Villecomtal. |
| Diège                           | 4      | 19,1                  | le Lot                | la Garonne        | 2 (12, 46)             | 6                  | 5                  | Capdenac-Gare, Naussac, Salles-Courbatiès, Sonnac, Villeneuve. |
| Dourbie                         | 2      | 71,9                  | le Tarn               | la Garonne        | 2 (12, 30)             | 10                 | 5                  | Millau, Nant, La Roque-Sainte-Marguerite, Saint-André-de-Vézines, Saint-Jean-du-Bruel. |
| Dourdou de Camarès              | 2      | 86,8                  | le Tarn               | la Garonne        | 3 (12, 34, 81)         | 13                 | 11                 | Arnac-sur-Dourdou, Broquiès, Brusque, Calmels-et-le-Viala, Camarès, Fayet, Montlaur, Saint-Affrique, Saint-Izaire, Sylvanès, Vabres-l'Abbaye. |
| Dourdou de Conques              | 2      | 83,7                  | le Lot                | la Garonne        | 1 (12)                 | 12                 | 12                 | Bertholène, Bozouls, Conques-en-Rouergue, Palmas d'Aveyron, Gabriac, Lassouts, Mouret, Muret-le-Château, Nauviale, Pruines, Rodelle, Villecomtal. |
| Durenque                        | 4      | 17,4                  | le Giffou             | la Garonne        | 1 (12)                 | 3                  | 3                  | Durenque, Réquista, La Selve. |
| Duzou                           | 4      | 10,5                  | le Dourdou de Conques | la Garonne        | 1 (12)                 | 3                  | 3                  | Nauviale, Pruines, Conques-en-Rouergue. |
| Enne                            | 4      | 10                    | Riou Viou             | la Garonne        | 1 (12)                 | 4                  | 4                  | Aubin, Cransac, Firmi, Viviez. |
| Escudelle                       | 4      | 10,4                  | le Lézert             | la Garonne        | 1 (12)                 | 4                  | 4                  | Cabanès, Castelmary, Crespin, Naucelle. |
| Farruel                         | 4      | 12,5                  | le Cérou              | la Garonne        | 2 (12, 81)             | 5                  | 2                  | Lédergues, Saint-Jean-Delnous. |
| Favasse                         | 4      | 10,8                  | l'Aveyron             | la Garonne        | 1 (12)                 | 3                  | 3                  | Balsac, Druelle, Onet-le-Château. |
| Ruisseau de Flaucou             | 4      | 13,8                  | le Lot                | la Garonne        | 1 (12)                 | 6                  | 6                  | Ambeyrac, La Capelle-Balaguier, Montsalès, Ols-et-Rinhodes, Sainte-Croix, Villeneuve. |
| Gambaïse                        | 4      | 14,6                  | le Bès                | la Garonne        | 2 (12, 48)             | 4                  | 1                  | Saint Geniez d'Olt et d'Aubrac. |
| Ruisseau de Garène              | 4      | 17,4                  | la Dourbie            | la Garonne        | 2 (12, 30)             | 3                  | 1                  | La Roque-Sainte-Marguerite. |
| Ruisseau de Gaycre              | 4      | 19                    | le Tarn               | la Garonne        | 2 (12, 81)             | 5                  | 2                  | Réquista, Saint-Jean-Delnous. |
| Giffou                          | 3      | 46,2                  | le Céor               | la Garonne        | 1 (12)                 | 9                  | 9                  | Durenque, Lédergues, Lestrade-et-Thouels, Réquista, Rullac-Saint-Cirq, Saint-Jean-Delnous, Saint-Just-sur-Viaur, La Selve, Villefranche-de-Panat. |
| Glandou                         | 4      | 12,2                  | le Céor               | la Garonne        | 1 (12)                 | 4                  | 4                  | Auriac-Lagast, Cassagnes-Bégonhès, Durenque, La Selve. |
| Gos                             | 4      | 19,2                  | le Tarn               | la Garonne        | 1 (12)                 | 5                  | 5                  | Calmels-et-le-Viala, Rebourguil, Saint-Izaire, Saint-Juéry, Vabres-l'Abbaye. |
| Gos                             | 4      | 17                    | le Rance              | la Garonne        | 1 (12)                 | 4                  | 4                  | Coupiac, Martrin, Plaisance, Saint-Juéry. |
| Goul                            | 2      | 52                    | la Truyère            | la Garonne        | 2 (12, 15)             | 12                 | 3                  | Murols, Saint-Hippolyte, Taussac. |
| Ruisseau de Gouzou              | 4      | 11,1                  | la Truyère            | la Garonne        | 1 (12)                 | 4                  | 4                  | Campouriez, Montézic, Saint-Amans-des-Cots, Saint-Hippolyte. |
| Grauzou                         | 4      | 14,1                  | le Dourdou de Camarès | la Garonne        | 1 (12)                 | 4                  | 4                  | Camarès, Gissac, Montlaur, Vabres-l'Abbaye. |
| Hirondelle                      | 4      | 13                    | le Brezons            | la Garonne        | 2 (12, 15)             | 4                  | 1                  | Thérondels. |
| Jaoul                           | 4      | 22,5                  | le Viaur              | la Garonne        | 1 (12)                 | 5                  | 5                  | La Capelle-Bleys, Lescure-Jaoul, Rieupeyroux, La Salvetat-Peyralès, Le Bas Ségala. |
| Jonte                           | 3      | 38,6                  | le Tarn               | la Garonne        | 2 (12, 48)             | 7                  | 2                  | Peyreleau, Veyreau. |
| Ruisseau de Lacapelle-Barrès    | 4      | 12,6                  | la Bromme             | la Garonne        | 2 (12, 15)             | 5                  | 2                  | Mur-de-Barrez, Thérondels. |
| Lebot                           | 4      | 22,7                  | la Truyère            | la Garonne        | 2 (12, 15)             | 5                  | 2                  | Cantoin, Argences en Aubrac. |
| Len                             | 4      | 16,8                  | le Dourdou de Camarès | la Garonne        | 1 (12)                 | 5                  | 5                  | Broquiès, Calmels-et-le-Viala, Les Costes-Gozon, Saint-Affrique, Saint-Izaire. |
| Lenne                           | 4      | 10,4                  | l'Aveyron             | la Garonne        | 1 (12)                 | 2                  | 2                  | Baraqueville, Moyrazès. |
| Lézert                          | 3      | 39                    | le Viaur              | la Garonne        | 2 (12, 81)             | 12                 | 11                 | Boussac, Cabanès, Baraqueville, Castanet, Castelmary, Gramond, Naucelle, Quins, La Salvetat-Peyralès, Sauveterre-de-Rouergue, Tayrac. |
| Liamou                          | 4      | 16,2                  | le Rance              | la Garonne        | 1 (12)                 | 3                  | 3                  | Belmont-sur-Rance, Murasson, Mounes-Prohencoux. |
| Lieux                           | 3      | 25,3                  | le Viaur              | la Garonne        | 2 (12, 81)             | 7                  | 6                  | Cabanès, Camjac, Crespin, Naucelle, Quins, Tauriac-de-Naucelle. |
| Lieux de Villelongue            | 4      | 20,1                  | le Lézert             | la Garonne        | 1 (12)                 | 5                  | 5                  | Cabanès, Castanet, Pradinas, Sauveterre-de-Rouergue, Tayrac. |
| Ruisseau de Limou               | 4      | 15,1                  | le Lot                | la Garonne        | 1 (12)                 | 3                  | 3                  | Almont-les-Junies, Flagnac, Conques-en-Rouergue. |
| Liort                           | 4      | 18,6                  | le Lézert             | la Garonne        | 1 (12)                 | 5                  | 5                  | Castanet, Pradinas, Rieupeyroux, La Salvetat-Peyralès, Tayrac. |
| Lot                             | 1      | 484,8                 | la Garonne            | la Garonne        | 5 (12, 15, 46, 47, 48) | 131                | 37                 | Almont-les-Junies, Ambeyrac, Asprières, Balaguier-d'Olt, Bessuéjouls, Boisse-Penchot, Bouillac, Capdenac-Gare, La Capelle-Bonance, Castelnau-de-Mandailles, Coubisou, Decazeville, Le Fel, Entraygues-sur-Truyère, Espalion, Espeyrac, Estaing, Flagnac, Florentin-la-Capelle, Golinhac, Conques-en-Rouergue, Lassouts, Livinhac-le-Haut, Le Nayrac, Pomayrols, Prades-d'Aubrac, Saint-Côme-d'Olt, Sainte-Eulalie-d'Olt, Saint Geniez d'Olt et d'Aubrac, Saint-Laurent-d'Olt, Saint-Parthem, Saint-Santin, Salvagnac-Cajarc, Causse-et-Diège, Saujac, Sébrazac, Sénergues. |
| Lumansonesque                   | 4      | 16,5                  | le Tarn               | la Garonne        | 1 (12)                 | 5                  | 5                  | Aguessac, Compeyre, Saint-Léons, Sévérac d'Aveyron, Verrières. |
| Ruisseau de Mardonenque         | 4      | 15,1                  | le Lot                | la Garonne        | 1 (12)                 | 1                  | 1                  | Saint Geniez d'Olt et d'Aubrac. |
| Maresque de Moyrazès            | 4      | 10,7                  | l'Aveyron             | la Garonne        | 1 (12)                 | 1                  | 1                  | Moyrazès. |
| Ruisseau de Menepeyre           | 4      | 14,2                  | Boralde Flaujaguèse   | la Garonne        | 1 (12)                 | 2                  | 2                  | Condom-d'Aubrac, Curières. |
| Merdanson                       | 4      | 17,7                  | le Lot                | la Garonne        | 1 (12)                 | 4                  | 4                  | Saint Geniez d'Olt et d'Aubrac, Prades-d'Aubrac, Sainte-Eulalie-d'Olt, Saint Geniez d'Olt et d'Aubrac. |
| Mourjou                         | 4      | 12,1                  | le Lot                | la Garonne        | 2 (12, 15)             | 5                  | 3                  | Conques-en-Rouergue, Saint-Parthem, Saint-Santin. |
| Ruisseau de Mousse              | 4      | 13,4                  | le Rance              | la Garonne        | 1 (12)                 | 5                  | 5                  | La Bastide-Solages, Coupiac, Martrin, Montclar, Plaisance. |
| Ruisseau des Mousseaux          | 4      | 19,8                  | le Lot                | la Garonne        | 1 (12)                 | 3                  | 3                  | Castelnau-de-Mandailles, Prades-d'Aubrac, Saint-Chély-d'Aubrac. |
| Muze                            | 3      | 29,3                  | le Tarn               | la Garonne        | 1 (12)                 | 6                  | 6                  | Castelnau-Pégayrols, Montjaux, Saint-Beauzély, Saint-Laurent-de-Lévézou, Saint-Léons, Vézins-de-Lévézou. |
| Ruisseau de la Nauze            | 4      | 15,7                  | le Viaur              | la Garonne        | 1 (12)                 | 6                  | 6                  | Calmont, Camboulazet, Baraqueville, Centrès, Manhac, Sainte-Juliette-sur-Viaur. |
| Nuéjouls                        | 3      | 31,2                  | le Dourdou de Camarès | la Garonne        | 1 (12)                 | 5                  | 5                  | Fayet, Mélagues, Montagnol, Sylvanès, Tauriac-de-Camarès. |
| Olip                            | 4      | 13,5                  | l'Aveyron             | la Garonne        | 1 (12)                 | 3                  | 3                  | Gaillac-d'Aveyron, Sévérac d'Aveyron, Sévérac d'Aveyron. |
| Ruisseau des Ondes              | 4      | 13,3                  | la Truyère            | la Garonne        | 1 (12)                 | 4                  | 4                  | Brommat, Argences en Aubrac, Huparlac, Saint-Symphorien-de-Thénières. |
| Orb                             | 1      | 135,4                 | Mer Méditerranée      | l'Orb             | 2 (12, 34)             | 33                 | 3                  | Le Clapier, Cornus, Fondamente. |
| Rance                           | 2      | 63,5                  | le Tarn               | la Garonne        | 2 (12, 81)             | 12                 | 11                 | Balaguier-sur-Rance, La Bastide-Solages, Belmont-sur-Rance, Combret, Laval-Roquecezière, Murasson, Peux-et-Couffouleux, Plaisance, Pousthomy, Mounes-Prohencoux, Saint-Sernin-sur-Rance. |
| Rieutord                        | 4      | 10,3                  | le Vioulou            | la Garonne        | 1 (12)                 | 4                  | 4                  | Alrance, Arvieu, Canet-de-Salars, Salles-Curan. |
| Rioumau                         | 4      | 20,6                  | le Bès                | la Garonne        | 3 (12, 15, 48)         | 4                  | 2                  | Curières, Laguiole. |
| Riou Mort                       | 4      | 23,1                  | le Lot                | la Garonne        | 1 (12)                 | 8                  | 8                  | Aubin, Auzits, Boisse-Penchot, Decazeville, Escandolières, Firmi, Saint-Christophe-Vallon, Viviez. |
| Riou Nègre                      | 4      | 13,3                  | l'Aveyron             | la Garonne        | 1 (12)                 | 2                  | 2                  | Boussac, Colombiès. |
| Riou Viou                       | 3      | 25,4                  | Riou Mort             | la Garonne        | 1 (12)                 | 9                  | 9                  | Les Albres, Aubin, Auzits, Cransac, Escandolières, Galgan, Lugan, Valzergues, Viviez. |
| Ruisseau de Ruols               | 4      | 17,8                  | le Lebot              | la Garonne        | 2 (12, 15)             | 3                  | 2                  | Argences en Aubrac, Cantoin. |
| Selves                          | 3      | 44,5                  | la Truyère            | la Garonne        | 1 (12)                 | 7                  | 7                  | Campouriez, Entraygues-sur-Truyère, Florentin-la-Capelle, Laguiole, Montpeyroux, Saint-Amans-des-Cots, Soulages-Bonneval. |
| Selvet                          | 3      | 25,7                  | la Selves             | la Garonne        | 1 (12)                 | 4                  | 4                  | Cassuéjouls, Huparlac, Saint-Amans-des-Cots, Argences en Aubrac. |
| Serène                          | 3      | 32,2                  | l'Aveyron             | la Garonne        | 1 (12)                 | 8                  | 8                  | Bor-et-Bar, La Fouillade, Lunac, Morlhon-le-Haut, Najac, Saint-André-de-Najac, Le Bas Ségala, Sanvensa. |
| Serène de Vabre                 | 4      | 13,6                  | la Serène de Sanvensa | la Garonne        | 1 (12)                 | 5                  | 5                  | Le Bas Ségala, La Capelle-Bleys, La Fouillade, Lescure-Jaoul, Lunac. |
| Ruisseau de Serre               | 3      | 29,4                  | l'Aveyron             | la Garonne        | 1 (12)                 | 5                  | 5                  | Campagnac, Palmas d'Aveyron, Pierrefiche, Saint-Martin-de-Lenne, Saint-Saturnin-de-Lenne. |
| Siniq                           | 3      | 28,6                  | la Bromme             | la Garonne        | 2 (12, 15)             | 5                  | 2                  | Brommat, Thérondels. |
| Sorgues                         | 3      | 46,4                  | le Dourdou de Camarès | la Garonne        | 1 (12)                 | 7                  | 7                  | Cornus, Marnhagues-et-Latour, Fondamente, Saint-Affrique, Saint-Félix-de-Sorgues, Vabres-l'Abbaye, Versols-et-Lapeyre. |
| Soulzon                         | 4      | 10,3                  | le Cernon             | la Garonne        | 1 (12)                 | 4                  | 4                  | Roquefort-sur-Soulzon, Saint-Jean-et-Saint-Paul, Saint-Rome-de-Cernon, Tournemire. |
| Tarn                            | 1      | 380,2                 | la Garonne            | la Garonne        | 5 (12, 31, 48, 81, 82) | 104                | 26                 | Aguessac, Ayssènes, La Bastide-Solages, Brasc, Broquiès, Brousse-le-Château, Compeyre, Comprégnac, Connac, Creissels, La Cresse, Millau, Montclar, Montjaux, Mostuéjouls, Paulhe, Peyreleau, Réquista, Rivière-sur-Tarn, Saint-Georges-de-Luzençon, Saint-Izaire, Saint-Rome-de-Tarn, Saint-Victor-et-Melvieu, Le Truel, Viala-du-Tarn, Villefranche-de-Panat. |
| Toudoure                        | 4      | 13,6                  | le Rance              | la Garonne        | 2 (12, 81)             | 4                  | 3                  | Belmont-sur-Rance, Combret, Saint-Sever-du-Moustier. |
| Toulzou                         | 4      | 14,7                  | Ruisseau des Barthes  | la Garonne        | 1 (12)                 | 7                  | 7                  | Drulhe, Galgan, Naussac, Peyrusse-le-Roc, Roussennac, Salles-Courbatiès, Vaureilles. |
| Trèvezel                        | 3      | 29,6                  | la Dourbie            | la Garonne        | 2 (12, 30)             | 6                  | 1                  | Nant. |
| Truyère                         | 1      | 167,2                 | le Lot                | la Garonne        | 3 (12, 15, 48)         | 44                 | 10                 | Brommat, Campouriez, Cantoin, Entraygues-sur-Truyère, Lacroix-Barrez, Montézic, Argences en Aubrac, Saint-Hippolyte, Saint-Symphorien-de-Thénières, Thérondels. |
| Ruisseau de Varayrous           | 4      | 11,5                  | le Viaur              | la Garonne        | 1 (12)                 | 2                  | 2                  | Ségur, Vézins-de-Lévézou. |
| Ruisseau de Vayre               | 4      | 14,6                  | le Lézert             | la Garonne        | 1 (12)                 | 5                  | 5                  | Baraqueville, Gramond, Naucelle, Quins, Sauveterre-de-Rouergue. |
| Vernhou                         | 4      | 14,3                  | Ruisseau le Jaoul     | la Garonne        | 1 (12)                 | 2                  | 2                  | Rieupeyroux, La Salvetat-Peyralès. |
| Verzolet                        | 4      | 10,3                  | la Sorgue             | la Garonne        | 1 (12)                 | 3                  | 3                  | Roquefort-sur-Soulzon, Saint-Jean-et-Saint-Paul, Versols-et-Lapeyre. |
| Viaur                           | 1      | 168,3                 | l'Aveyron             | la Garonne        | 3 (12, 81, 82)         | 30                 | 22                 | Arques, Bor-et-Bar, Calmont, Camboulazet, Camjac, Cassagnes-Bégonhès, Centrès, Comps-la-Grand-Ville, Crespin, Flavin, Lescure-Jaoul, Pont-de-Salars, Saint-André-de-Najac, Sainte-Juliette-sur-Viaur, Saint-Just-sur-Viaur, La Salvetat-Peyralès, Ségur, Sévérac d'Aveyron, Tauriac-de-Naucelle, Trémouilles, Vézins-de-Lévézou, Le Vibal. |
| Vioulou                         | 3      | 33,1                  | le Viaur              | la Garonne        | 1 (12)                 | 9                  | 9                  | Arvieu, Canet-de-Salars, Castelnau-Pégayrols, Pont-de-Salars, Prades-Salars, Salles-Curan, Trémouilles, Vézins-de-Lévézou, Curan. |
| Virenque                        | 4      | 24,5                  | la Vis                | l'Hérault         | 3 (12, 30, 34)         | 6                  | 2                  | La Couvertoirade, Sauclières. |

### Autres cours d'eau
| Nom du cours d'eau | Classe | Longueur totale en km | Confluence            | Bassin collecteur | Départements irrigués | Communes irriguées | Communes irriguées | Communes irriguées                                  |
| Nom du cours d'eau | Classe | Longueur totale en km | Confluence            | Bassin collecteur | Départements irrigués | Nb. total          | Nb. dans le dép.   | Communes du département                             |
| ------------------ | ------ | --------------------- | --------------------- | ----------------- | --------------------- | ------------------ | ------------------ | --------------------------------------------------- |
| Ruisseau d'Auriac  | 4      | 9,8                   | le ruisseau de Galdun | la Garonne        | 1 (12)                | 4                  | 4                  | Cassuéjouls, Huparlac, Laguiole, Soulages-Bonneval. |

## Canaux
Aucun canal ne traverse le territoire du département.